# 全日本囲棋選手権大会
全日本囲棋選手権大会（ぜんにほんいきせんしゅけんせんたいかい）は、日本の囲碁の棋戦で、1934年から1936年まで、東京日日新聞、大阪毎日新聞主催により2回開催された。1933年の日本囲碁選手権手合に続く選手権トーナメントとして、段位差による手合割ながら一部コミ出し制を採用し、総互先制による本因坊戦開始のさきがけとなった。
優勝者は日本棋院の大広間に肖像画を掲げられた。また第2回の決勝戦は1936年2月26日から麹町の日本棋院で行われていたが、この一帯を二・二六事件の反乱軍に占拠されたため、対局場を築地に移して行われた。

## 開催の経緯
東京日日新聞は1926年以降、日本棋院の新進棋士による新進打切り碁戦を行っていた。1933年の読売新聞主催の日本囲碁選手権手合と、それに続く優勝者呉清源と本因坊秀哉の記念碁は大きな人気を得たことに刺激を得て、1934年に囲碁と将棋の名人戦を企画し、囲碁においては本因坊戦という形式での棋戦開催の準備を進めた。これが1939年に開始されるまでの間の準備棋戦的な意味合いとして、本棋戦が行われた。

## 方式
- 3組に分けてトーナメントを行い、それぞれの勝抜き者3名でリーグ戦を行って優勝者を決める。
- 手合割は段位差による。先相先の場合のみ下手先番2目半、上手先番3目半のコミ出し。

## 優勝者と決勝戦
- 第1回（1935年） 向井一男四段（先6目勝-呉清源六段）

他リーグ参加者 鈴木為次郎七段
- 第2回（1936年） 久保松勝喜代六段（先相先白番半目勝-村島誼紀五段）